# Просвіт (анатомія)
Під просвітом в анатомії розуміють внутрішню порожнину як трубчастих так і паренхіматозних. Зазвичай просвіт призначений для виведення продуктів діяльності органу через протоки, вирівнювання тиску рідини, організмі проходження харчових мас крізь органи або повітря. Просвіт розвивають майже всі органи, які розвиваються з ентодерми та деякі мезодермальні органи, такі як видільна система, дихальна, серцево-судинна система. Просвіт в залежності від порожнини може мати різну анатомічну вистилку — слизовою оболонкою, ендотеліальною оболонкою, серозною оболонкою тощо. Просвіт може бути порожній і нагадувати радше щілину, яка у потрібний момент може бути заповнена повітрям, слизом, хімусом, кров'ю, ліквором, сечею та іншими біологічними рідинами.
До органів які у широкому розумінні мають «просвіт» можна віднести:
- Усі органи травної трубки: глотка, стравохід, шлунок, кишки.
- Органи дихальної системи: ніс, глотка, гортань, трахея, бронхіальне дерево.
- Органи видільної системи: нирки, сечоводи, сечовий міхур, уретра, сечівник.
- Органи репродуктивної системи як чоловіків так і жінок: сім'явикидна протока, сім'явивідна протока, вагінальна порожнина, порожнина матки, маткові труби.

## Звуження та зникнення просвіту

### Атрезія
Перехідні місцях зародкових листків, місця суміжного формування органів, можуть проявляти порушення формування їхнього просвіту — від звуження просвіту, замкненого просвіту до навіть відсутності фрагменту трубчатого органу. Наприклад, атрезія жовчовивідних шляхів, атрезія хоан, атрезія відхідника. Подібні аномалії розвитку потребують хірургічної корекції.

### Стеноз
Стеноз — стійке часткове звуження просвіту. На відміну від атрезії, стеноз зберігає можливість внутрішнього сполучення всередині органа, орган має внутрішню стінку анатомічну вистилку органу (слизову оболонку, ендотелій тощо), хоча може як частково так і повністю блокувати орган. Стеноз може мати як вроджений характер так і набутий.
Вроджені стенози — ті які обумовлені відхиленнями розвитку та росту організму, наприклад, коарктація аорти, стеноз легеневої артерії.
Набуті стенози — звуження які внаслідок запальних процесів, онкологічних вражень, зміни структури органів, мають стійкий характер та не зникають — наприклад пілоростеноз, стеноз поперекового відділу хребта.

### Спазм
Спазм — тимчасове звуження анатомічного просвіту внаслідок власних м'язів стінки органу, зазвичай може вживатися термін спастичні скорочення. Спазм може виникати як наслідок больового подразнення, тобто, наявності древнього примітивного рефлексу де біль провокує скорочення, і навпаки, спазмовані судини можуть викликати больові відчуття — чим і пояснюється спазмолітичний ефект болезаспокійливих засобів, та навпаки, болезаспокійливий вплив спазмолітичний засобів. Спазм може викликатися також на температурне подразнення: загальне температурне подразнення організму або великої частини сприятиме розслабленню або звуженню гладких м'язів судин та частково судинних утворень внутрішніх органів. Скорочення або розслаблення м'язів може провокуватись також локально — спастичні скорочення шлунку в організмі (асоційовані з нудотою), наприклад, після вживання локально діючих на стінку шлунку комків гарячої їжі (гарячого тіста, неподрібнених швидко проковтнутих комків гарячої їжі).

### Перистальтика
Зміна просвіту інколи є важливою фізіологічною умовою функціонування органів. По всій своїй протяжності травна трубка зберігає у тій чи іншій мірі здатність до почергових скорочень м'язів — перистальтики, яка забезпечує проходження їжі лише в одному напрямку. Починаючи від акту ковтання, далі по перистальтичним рухам стравоходу (дуже рідко — шлунка), тонкій та товстій кишці, закінчуючи відхідником (акт дефекації), хімус переміщується завдяки почерговому скороченню просвіту органів.

## Розширення просвіту
Розширення просвіту органу може бути так саме небезпечним як і його звуження. зазвичай патологічні розширення органу відбувається внаслідок слабкості його стінки, аномалій розвитку, оточенням м'яких анатомічних структур дозволяють статись такому розширенню. У деяких випадках, як наприклад, аневризма розширена частина може загрожувати поповнив розривом, або в таких випадках як дивертикул, розширена частина може сприяти загниванню їжі.

### Дивертикул
Травна трубка у різних місцях може мати слабку стінку, і, як наслідок, сприяти розширенню її просвіту або мати патологічну фіксацію органу, і, як наслідок, така фіксація сприятиме виникненню розширення (розтяжки, випинання). Дивертикули в травній системі можуть траплятися будь-де, проте частіше мають місця типових локалізацій. У дивертикулах їжа може затримуватися на довший час, перешкоджати перистальтичному проходженню решти їжі, спричинювати загнивання рештків їжі, які затримуються у розширеній частині трубки надовго.

### Парез кишки
Парез — стан характеризується низьким тонусом мускулатури, поняття може бути застосовано до різних типів м'язів. У випадку парезу фрагменту кишки, кільцеві скорочення м'язів унаслідок перистальтики слабкі, фрагмент кишки починає у місті парезу розширюватись, коли їжа починає надходити у цю ділянку, ображена парезом ділянка немає своїх власних перистальтичний рухів які здатні виштовхнути харчові маси далі по кишці. Явище можливе як і для великих фрагментів кишки так і у локальному розумінні. Локально, наприклад, розширення просвіту характерне при виконанні анастомозів на кишках особливо бік в бік, коли розрізу підлягають кільцеві м'язи обох фрагментів кишки. Ушкоджені м'язи, звісно, не можуть виконувати перистальтичних рухів і у місті виконанні анастомозу з часом ділянка анастомозу може розширюватися. Більш об'ємні ділянки парезу характерні для травм хребта, онкологічних патологій які вражають вважають нервові сплетення, вражень нервової системи інтоксикацій тощо — у таких випадках, накопичення газу, збільшення просвіту кишки, розтягнення кишки супроводжується сильними черевними болями.

### Привідна петля та відвідна петля
Привідна петля — місце до патології, відвідна петля місце після патології. Поняття широко вживається щодо хірургічної патології кишок. Збільшення просвіту характерне у ряді патологій для привідної петлі — наприклад у місті грижі, відбувються спайки кишки, їжа через спаяні фрагменти кишки не може нормально проходити, спричинюючи розширення фрагментів кишки до місця грижі, тоді як після грижі, відвідна петля — завжди тонка та має нормальний просвіт.

### Обструкція
Поняття застосовується у випадку, коли просвіт органу заблокований частково або повністю, проте не по вині м'язів стінки органу. Закупорка просвіту можлива як під дією внутрішніх чинників, наприклад слизу (обструктивний бронхіт), так і під дією запальних змін — від звичайного катарального запалення до пухлин стінки органу. Обструкцією також вважається зміна просвіту органа під дією зовнішніх чинників — по сусідству з органом у якому є просвіт, або закупоркою про освіту органам стороннім предметом у місцях анатомічних і фізіологічних звужень, наприклад волосся в шлунку, монета у ілеоцекальному сфінктері, черв'яки у просвітах кишки.